# Natation aux Jeux olympiques d'été de 2024
Navigation
Tokyo 2020 Los Angeles 2028
Les épreuves de natation aux Jeux olympiques d'été de 2024 ont lieu à Paris en France du 27 juillet au 9 août 2024.
Trente-sept finales figurent au programme de cette compétition, 18 masculines, 18 féminines et une mixte.

## Organisation

### Sites des compétitions
Les épreuves en bassin ont lieu à la Paris La Défense Arena, à proximité de la Grande Arche. Cette salle, habituellement stade du club de rugby Racing 92 et salle de concert, est équipée de bassins olympiques pour l'occasion. Elle accueille également la phase finale du tournoi de water-polo. 
Le centre aquatique olympique de Saint-Denis, construit pour les jeux olympiques, initialement envisagé pour accueillir les épreuves de natation sportive, accueille lui les épreuves de natation artistique, de water-polo et de plongeon. 
La nage en eau libre se déroule dans la Seine avec une arrivée au niveau du pont Alexandre-III. Si la baignade dans la Seine est interdite depuis 1923, 1,4 milliard d'euros sont investis pour améliorer la qualité de l'eau et rendre le fleuve à nouveau baignable pour 2024. Ces investissements permettront également d'ouvrir trois sites de baignade dans Paris à la suite des Jeux olympiques. 
Une étape de la Coupe du monde de nage en eau libre devait avoir lieu dans la Seine, en août 2023, à un an des jeux olympiques. Mais les épreuves ont dû être annulées en raison d'une qualité de l'eau en dessous des normes exigées par World Aquatics ; cela est lié aux pluies persistantes ayant fait débordé les égouts et amené les eaux usées dans le fleuve. De même, certaines épreuves du triathlon doivent être annulées en raison d'une qualité sanitaire insuffisante des eaux, mais cette fois en raison du dysfonctionnement d’une vanne du réseau d’assainissement situé en amont du site.
Rénovée pour les Jeux, la piscine Georges-Vallerey est retenue comme site d'entraînement pour les nageurs.

### Calendrier
| - Q : qualifications - ½ : demi-finales - F : finales - M : Session de mi-journée (début à 11h) - S : Session en soirée (début à 20h30) |

| Dates →    | Dates →                    | Juillet | Juillet | Juillet | Juillet | Juillet | Juillet | Juillet | Juillet | Juillet | Juillet | Août | Août | Août | Août | Août | Août | Août | Août | Août | Août | Août | Août |
| Dates →    | Dates →                    | 27      | 27      | 28      | 28      | 29      | 29      | 30      | 30      | 31      | 31      | 1er  | 1er  | 2    | 2    | 3    | 3    | 4    | 4    | 8    | 8    | 9    | 9    |
| Épreuves ↓ | Épreuves ↓                 | M       | S       | M       | S       | M       | S       | M       | S       | M       | S       | M    | S    | M    | S    | M    | S    | M    | S    | M    | S    | M    | S    |
| ---------- | -------------------------- | ------- | ------- | ------- | ------- | ------- | ------- | ------- | ------- | ------- | ------- | ---- | ---- | ---- | ---- | ---- | ---- | ---- | ---- | ---- | ---- | ---- | ---- |
| Hommes     | 50 mètres nage libre       |         |         |         |         |         |         |         |         |         |         | Q    | ½    |      | F    |      |      |      |      |      |      |      |      |
| Hommes     | 100 mètres nage libre      |         |         |         |         |         |         | Q       | ½       |         | F       |      |      |      |      |      |      |      |      |      |      |      |      |
| Hommes     | 200 mètres nage libre      |         |         | Q       | ½       |         | F       |         |         |         |         |      |      |      |      |      |      |      |      |      |      |      |      |
| Hommes     | 400 mètres nage libre      | Q       | F       |         |         |         |         |         |         |         |         |      |      |      |      |      |      |      |      |      |      |      |      |
| Hommes     | 800 mètres nage libre      |         |         |         |         | Q       |         |         | F       |         |         |      |      |      |      |      |      |      |      |      |      |      |      |
| Hommes     | 1 500 mètres nage libre    |         |         |         |         |         |         |         |         |         |         |      |      |      |      | Q    |      |      | F    |      |      |      |      |
| Hommes     | 100 mètres dos             |         |         | Q       | ½       |         | F       |         |         |         |         |      |      |      |      |      |      |      |      |      |      |      |      |
| Hommes     | 200 mètres dos             |         |         |         |         |         |         |         |         | Q       | ½       |      | F    |      |      |      |      |      |      |      |      |      |      |
| Hommes     | 100 mètres brasse          | Q       | ½       |         | F       |         |         |         |         |         |         |      |      |      |      |      |      |      |      |      |      |      |      |
| Hommes     | 200 mètres brasse          |         |         |         |         |         |         | Q       | ½       |         | F       |      |      |      |      |      |      |      |      |      |      |      |      |
| Hommes     | 100 mètres papillon        |         |         |         |         |         |         |         |         |         |         |      |      | Q    | ½    |      | F    |      |      |      |      |      |      |
| Hommes     | 200 mètres papillon        |         |         |         |         |         |         | Q       | ½       |         | F       |      |      |      |      |      |      |      |      |      |      |      |      |
| Hommes     | 200 mètres 4 nages         |         |         |         |         |         |         |         |         |         |         | Q    | ½    |      | F    |      |      |      |      |      |      |      |      |
| Hommes     | 400 mètres 4 nages         |         |         | Q       | F       |         |         |         |         |         |         |      |      |      |      |      |      |      |      |      |      |      |      |
| Hommes     | 4 × 100 mètres nage libre  | Q       | F       |         |         |         |         |         |         |         |         |      |      |      |      |      |      |      |      |      |      |      |      |
| Hommes     | 4 × 200 mètres nage libre  |         |         |         |         |         |         | Q       | F       |         |         |      |      |      |      |      |      |      |      |      |      |      |      |
| Hommes     | 4 × 100 mètres 4 nages     |         |         |         |         |         |         |         |         |         |         |      |      |      |      | Q    |      |      | F    |      |      |      |      |
| Hommes     | 10 kilomètres en eau libre |         |         |         |         |         |         |         |         |         |         |      |      |      |      |      |      |      |      |      |      | F    |      |
| Femmes     | 50 mètres nage libre       |         |         |         |         |         |         |         |         |         |         |      |      |      |      | Q    | ½    |      | F    |      |      |      |      |
| Femmes     | 100 mètres nage libre      |         |         |         |         |         |         | Q       | ½       |         | F       |      |      |      |      |      |      |      |      |      |      |      |      |
| Femmes     | 200 mètres nage libre      |         |         | Q       | ½       |         | F       |         |         |         |         |      |      |      |      |      |      |      |      |      |      |      |      |
| Femmes     | 400 mètres nage libre      | Q       | F       |         |         |         |         |         |         |         |         |      |      |      |      |      |      |      |      |      |      |      |      |
| Femmes     | 800 mètres nage libre      |         |         |         |         |         |         |         |         |         |         |      |      | Q    |      |      | F    |      |      |      |      |      |      |
| Femmes     | 1 500 mètres nage libre    |         |         |         |         |         |         | Q       |         |         | F       |      |      |      |      |      |      |      |      |      |      |      |      |
| Femmes     | 100 mètres dos             |         |         |         |         | Q       | ½       |         | F       |         |         |      |      |      |      |      |      |      |      |      |      |      |      |
| Femmes     | 200 mètres dos             |         |         |         |         |         |         |         |         |         |         | Q    | ½    |      | F    |      |      |      |      |      |      |      |      |
| Femmes     | 100 mètres brasse          |         |         | Q       | ½       |         | F       |         |         |         |         |      |      |      |      |      |      |      |      |      |      |      |      |
| Femmes     | 200 mètres brasse          |         |         |         |         |         |         |         |         | Q       | ½       |      | F    |      |      |      |      |      |      |      |      |      |      |
| Femmes     | 100 mètres papillon        | Q       | ½       |         | F       |         |         |         |         |         |         |      |      |      |      |      |      |      |      |      |      |      |      |
| Femmes     | 200 mètres papillon        |         |         |         |         |         |         |         |         | Q       | ½       |      | F    |      |      |      |      |      |      |      |      |      |      |
| Femmes     | 200 mètres 4 nages         |         |         |         |         |         |         |         |         |         |         |      |      | Q    | ½    |      | F    |      |      |      |      |      |      |
| Femmes     | 400 mètres 4 nages         |         |         |         |         | Q       | F       |         |         |         |         |      |      |      |      |      |      |      |      |      |      |      |      |
| Femmes     | 4 × 100 mètres nage libre  | Q       | F       |         |         |         |         |         |         |         |         |      |      |      |      |      |      |      |      |      |      |      |      |
| Femmes     | 4 × 200 mètres nage libre  |         |         |         |         |         |         |         |         |         |         | Q    | F    |      |      |      |      |      |      |      |      |      |      |
| Femmes     | 4 × 100 mètres 4 nages     |         |         |         |         |         |         |         |         |         |         |      |      |      |      | Q    |      |      | F    |      |      |      |      |
| Femmes     | 10 kilomètres en eau libre |         |         |         |         |         |         |         |         |         |         |      |      |      |      |      |      |      |      | F    |      |      |      |
| Mixte      | 4 × 100 mètres 4 nages     |         |         |         |         |         |         |         |         |         |         |      |      | Q    |      |      | F    |      |      |      |      |      |      |

## Participation

### Critères de qualification
Pour les épreuves individuelles, World Aquatics établit des temps de qualification avec un « temps de qualification olympique » (TQO) et un « temps de sélection olympique » (TSO). Un comité national olympique (CNO) peut inscrire jusqu'à deux nageurs qualifiés dans chaque épreuve individuelle si ces deux nageurs ont effectué le temps de qualification olympique (TQO). Si le quota d'athlètes n'est pas atteint à l'issue de cette première sélection, les athlètes ayant réalisé le temps de sélection olympique (TSO) pourront être invités à participer. Au titre de l'universalité, les CNO n'ayant aucun nageur qualifié ou un seul nageur qualifié peuvent inscrire au maximum un homme et une femme à concourir. 
Le tableau des temps est ci-dessous :  
| Distance           | Hommes        | Hommes        | Femmes        | Femmes         |
| Distance           | TQO           | TSO           | TQO           | TSO            |
| ------------------ | ------------- | ------------- | ------------- | -------------- |
| 50 m nage libre    | 21 s 96       | 22 s 07       | 24 s 70       | 24 s 82        |
| 100 m nage libre   | 48 s 34       | 48 s 48       | 53 s 61       | 53 s 88        |
| 200 m nage libre   | 1 min 46 s 26 | 1 min 46 s 79 | 1 min 57 s 26 | 1 min 57 s 85  |
| 400 m nage libre   | 3 min 46 s 78 | 3 min 47 s 91 | 4 min 7 s 90  | 4 min 9 s 14   |
| 800 m nage libre   | 7 min 51 s 65 | 7 min 54 s 01 | 8 min 26 s 71 | 8 min 29 s 24  |
| 1 500 m nage libre | 15 min 0 s 99 | 15 min 5 s 49 | 16 min 9 s 09 | 16 min 13 s 94 |
| 100 m dos          | 53 s 74       | 54 s 01       | 59 s 99       | 1 min 0 s 09   |
| 200 m dos          | 1 min 57 s 50 | 1 min 58 s 09 | 2 min 10 s 39 | 2 min 11 s 04  |
| 100 m brasse       | 59 s 49       | 59 s 79       | 1 min 6 s 79  | 1 min 7 s 12   |
| 200 m brasse       | 2 min 9 s 68  | 2 min 10 s 33 | 2 min 23 s 91 | 2 min 24 s 63  |
| 100 m papillon     | 51 s 67       | 51 s 93       | 57 s 92       | 58 s 21        |
| 200 m papillon     | 1 min 55 s 78 | 1 min 56 s 36 | 2 min 8 s 43  | 2 min 9 s 07   |
| 200 m 4 nages      | 1 min 57 s 94 | 1 min 58 s 53 | 2 min 11 s 47 | 2 min 12 s 13  |
| 400 m 4 nages      | 4 min 12 s 50 | 4 min 13 s 76 | 4 min 38 s 53 | 4 min 39 s 92  |

Pour le relais, chaque épreuve comprend 16 équipes, composées de : 
- les 3 premiers au Championnat du monde 2023 à Fukuoka (Japon) ;
- les 13 premiers des séries éliminatoires des Championnats du monde 2024 à Doha (Qatar)[7].

Pour le marathon en eau libre, chaque épreuve comprend 22 nageurs (contre 25 en 2020) :
- les 3 premiers dans les courses de 10 km aux Championnats du monde 2023 à Fukuoka (Japon) ;
- les 13 premiers dans les courses de 10 km aux Championnats du monde 2024 à Doha (Qatar) ;
- un représentant de chaque continent FINA (Afrique, Amériques, Asie, Europe et Océanie) ;
- un nageur du pays hôte s'il n'est pas qualifié par d'autres moyens[8].

## Résultats

### Femmes
| Épreuves                  | Or | Or                | Argent | Argent           | Bronze                                                                             | Bronze           |
| ------------------------- | --- | ----------------- | --- | ---------------- | ---------------------------------------------------------------------------------- | ---------------- |
| Nage libre                | |                   | |                  |                                                                                    |                  |
| 50 mètres                 | Sarah Sjöström (SWE)                                                                                              | 23 s 71           | Meg Harris (AUS) | 23 s 97          | Zhang Yufei (CHN)                                                                  | 24 s 20          |
| 100 mètres                | Sarah Sjöström (SWE)                                                                                              | 52 s 16           | Torri Huske (USA) | 52 s 29          | Siobhán Bernadette Haughey (HKG)                                                   | 52 s 33          |
| 200 mètres                | Mollie O'Callaghan (AUS)                                                                                          | 1 min 53 s 27 OR  | Ariarne Titmus (AUS) | 1 min 53 s 81    | Siobhán Bernadette Haughey (HKG)                                                   | 1 min 54 s 55    |
| 400 mètres                | Ariarne Titmus (AUS)                                                                                              | 3 min 57 s 49     | Summer McIntosh (CAN) | 3 min 58 s 37    | Katie Ledecky (USA)                                                                | 4 min 0 s 86     |
| 800 mètres                | Katie Ledecky (USA)                                                                                               | 8 min 11 s 04     | Ariarne Titmus (AUS) | 8 min 12 s 29    | Paige Madden (USA)                                                                 | 8 min 13 s 00    |
| 1 500 mètres              | Katie Ledecky (USA)                                                                                               | 15 min 30 s 02 OR | Anastasiia Kirpichnikova (FRA)                                                                                              | 15 min 40 s 35   | Isabel Marie Gose (GER)                                                            | 15 min 41 s 16   |
| Dos                       | |                   | |                  |                                                                                    |                  |
| 100 mètres                | Kaylee McKeown (AUS)                                                                                              | 57 s 33 OR        | Regan Smith (USA) | 57 s 66          | Katharine Berkoff (USA)                                                            | 57 s 98          |
| 200 mètres                | Kaylee McKeown (AUS)                                                                                              | 2 min 3 s 73 OR   | Regan Smith (USA) | 2 min 4 s 26     | Kylie Masse (CAN)                                                                  | 2 min 5 s 57     |
| Brasse                    | |                   | |                  |                                                                                    |                  |
| 100 mètres                | Tatjana Smith (RSA)                                                                                               | 1 min 5 s 28      | Tang Qianting (CHN) | 1 min 5 s 54     | Mona McSharry (IRL)                                                                | 1 min 5 s 59     |
| 200 mètres                | Kate Douglass (USA)                                                                                               | 2 min 19 s 24     | Tatjana Smith (RSA) | 2 min 19 s 60    | Tes Schouten (NED)                                                                 | 2 min 21 s 05    |
| Papillon                  | |                   | |                  |                                                                                    |                  |
| 100 mètres                | Torri Huske (USA)                                                                                                 | 55 s 59           | Gretchen Walsh (USA) | 55 s 63          | Zhang Yufei (CHN)                                                                  | 56 s 21          |
| 200 mètres                | Summer McIntosh (CAN)                                                                                             | 2 min 3 s 39 OR   | Regan Smith (USA) | 2 min 3 s 84     | Zhang Yufei (CHN)                                                                  | 2 min 5 s 09     |
| 4 nages                   | |                   | |                  |                                                                                    |                  |
| 200 mètres                | Summer McIntosh (CAN)                                                                                             | 2 min 6 s 56 OR   | Kate Douglass (USA) | 2 min 6 s 92     | Kaylee McKeown (AUS)                                                               | 2 min 8 s 08     |
| 400 mètres                | Summer McIntosh (CAN)                                                                                             | 4 min 27 s 71     | Katie Grimes (USA) | 4 min 33 s 40    | Emma Weyant (USA)                                                                  | 4 min 34 s 93    |
| Relais                    | |                   | |                  |                                                                                    |                  |
| 4 × 100 mètres nage libre | Australie- Mollie O'Callaghan - Shayna Jack - Emma McKeon - Meg Harris - Olivia Wunsch - Bronte Campbell          | 3 min 28 s 92 OR  | États-Unis- Kate Douglass - Gretchen Walsh - Torri Huske - Simone Manuel - Abbey Weitzeil - Erika Connolly                  | 3 min 30 s 20 AM | Chine- Yang Junxuan - Cheng Yujie - Zhang Yufei - Wu Qingfeng - Yu Yiting          | 3 min 30 s 30 AS |
| 4 × 200 mètres nage libre | Australie- Mollie O'Callaghan - Lani Pallister - Brianna Throssell - Ariarne Titmus - Jamie Perkins - Shayna Jack | 7 min 38 s 08 OR  | États-Unis- Claire Weinstein - Paige Madden - Katie Ledecky - Erin Gemmell - Anna Peplowski - Simone Manuel - Alex Shackell | 7 min 40 s 86    | Chine- Yang Junxuan - Li Bingjie - Ge Chutong - Liu Yaxin - Tang Muhan - Kong Yaqi | 7 min 42 s 34    |
| 4 × 100 mètres 4 nages    | États-Unis- Regan Smith - Lilly King - Gretchen Walsh - Torri Huske                                               | 3 min 49 s 63     | Australie- Kaylee McKeown - Jenna Strauch - Emma McKeon - Mollie O'Callaghan                                                | 3 min 53 s 11    | Chine- Tang Qianting - Yang Junxuan - Zhang Yufei - Wan Letian                     | 3 min 53 s 23    |
| Eau libre                 | |                   | |                  |                                                                                    |                  |
| 10 kilomètres             | Sharon van Rouwendaal (NED)                                                                                       | 2 h 3 min 34 s 2  | Moesha Johnson (AUS) | 2 h 3 min 39 s 7 | Ginevra Taddeucci (ITA)                                                            | 2 h 3 min 42 s 8 |

## Tableau des médailles
- Pays organisateur (France)

| Rang  | Nation          | Or | Argent | Bronze | Total |
| ----- | --------------- | -- | ------ | ------ | ----- |
| 1     | États-Unis      | 8  | 13     | 7      | 28    |
| 2     | Australie       | 7  | 9      | 3      | 19    |
| 3     | France          | 4  | 1      | 2      | 7     |
| 4     | Canada          | 3  | 2      | 3      | 8     |
| 5     | Hongrie         | 3  | 1      | 1      | 5     |
| 6     | Chine           | 2  | 3      | 7      | 12    |
| 7     | Italie          | 2  | 1      | 3      | 6     |
| 8     | Suède           | 2  | 0      | 0      | 2     |
| 9     | Grande-Bretagne | 1  | 4      | 0      | 5     |
| 10    | Allemagne       | 1  | 1      | 1      | 3     |
| 11    | Afrique du Sud  | 1  | 1      | 0      | 2     |
| 12    | Irlande         | 1  | 0      | 2      | 3     |
| 12    | Pays-Bas        | 1  | 0      | 2      | 3     |
| 14    | Roumanie        | 1  | 0      | 1      | 2     |
| 15    | Grèce           | 0  | 1      | 0      | 1     |
| 16    | Hong Kong       | 0  | 0      | 2      | 2     |
| 17    | Japon           | 0  | 1      | 0      | 1     |
| 18    | Corée du Sud    | 0  | 0      | 1      | 1     |
| 18    | Suisse          | 0  | 0      | 1      | 1     |
| Total | Total           | 37 | 38     | 36     | 111   |